# Linnahal
De Linnahal was een congrescentrum in de Estse hoofdstad Tallinn. Het werd gebouwd in 1980 voor de olympische spelen van Moskou waarbij het roeien in Tallinn werd gehouden. Het had een dubbele functie als fortificatie in geval dat de kust van Tallinn werd aangevallen. Het gebouw was ontworpen door de Estse architect Raine Karp. Gedurende de jaren 80 traden veel lokale artiesten op in de hal. Ook was het een populaire congreszaal voor nieuw gevormde politieke partijen in Estland. Na de onafhankelijkheid van Estland werd het nog even als concertzaal gebruikt voor concerten van artiesten als Duran Duran en Lou Reed maar het verloor al snel zijn functie en werd naarmate de tijd verstreek steeds minder gebruikt. In 2009 sloot de Linnahal officieel zijn deuren en sindsdien ligt het gebouw in verval. Hoewel het gebouw niet onderhouden wordt, heeft het wel een status als monument van de Estse staat.